# Трипи (Месина)
Трипи (итал. Tripi) је насеље у Италији у округу Месина, региону Сицилија.
Према процени из 2011. у насељу је живело 365 становника. Насеље се налази на надморској висини од 433 м.

## Становништво
Према резултатима пописа становништва 2011. у општини је живело 933 становника.
| 1931. | 1936. | 1951. | 1961. | 1971. | 1981. | 1991. | 2001. | 2011. |
| ----- | ----- | ----- | ----- | ----- | ----- | ----- | ----- | ----- |
| 3.104 | 3.252 | 2.919 | 2.318 | 1.752 | 1.394 | 1.225 | 1.044 | 933   |